# Astreopora explanata
Espèce
Statut CITES
Astreopora explanata est une espèce de coraux appartenant à la famille des Acroporidae.